# Santa Cruz da Graciosa
Santa Cruz da Graciosa là một huyện thuộc Vùng tự trị Açores, Bồ Đào Nha. Huyện này có diện tích 61 km², dân số thời điểm năm 2001 là 4780 người.